# Bara con vista
Bara con vista (Plots with a View) è un film del 2002 diretto da Nick Hurran.

## Trama
In un piccolo e pittoresco paese del Galles, Betty vive una vita agiata ma noiosa, sposata da anni al consigliere comunale Hugh. La vita di Betty cambia quando nella sua vita entrano il serio Boris e il piccolo Willie. Willie è un bambino amante del giardinaggio che è andato ad abitare dal nonno (vicino di Betty), avendo perso i genitori. Boris invece è l'impresario di pompe funebri del paese ed è un uomo molto romantico nonché un amante del ballo da sala, proprio come Betty. Ultimamente però l'uomo deve fare i conti con la bizzarra concorrenza di Frank Featherbed e del suo aiutante Derbert, che cercano in tutti i modi di accaparrarsi clienti con trovate pubblicitarie e "funerali a tema" decisamente folli ma che il prete del paese officia senza battere ciglio. Boris vorrebbe che Betty stesse con lui e lasciasse Hugh, ma lei è preoccupata per il marito; peccato che lui non si faccia tanti scrupoli avendo da tempo una relazione con la sua segretaria Meredith. Boris allora escogita un piano: fingeranno la morte di Betty in un plateale incidente davanti a tanti testimoni, evitando così a Hugh l'umiliazione del divorzio, e dopo il funerale fuggiranno insieme. Il piano va avanti con la complicità del medico del paese ma Boris non ha fatto i conti con Frank che cerca di soffiargli da sotto il naso il corpo e il funerale di Betty, inoltre Hugh dopo aver visto la salma così ben ricomposta decide per un funerale a bara aperta. Al funerale Betty scopre la tresca del marito e che l'uomo non è affatto addolorato ma aspetta con ansia di incassare la sua polizza sulla vita. Dopo aver evitato per un soffio di essere seppellita sul serio, Betty decide di farla pagare ai due amanti. Quella sera stessa Frank, invidioso del fantastico lavoro fatto sul corpo di Betty, si introduce con Derbert nel laboratorio di Boris per scoprirne i segreti. Dopo aver quasi avuto un infarto alla vista di Betty viva, Frank si lascia convincere a mantenere il segreto. Lui e Derbert aiutano anche Betty a far morire di paura Hugh e Meredith, inscenando diverse apparizioni del suo fantasma. Betty riesce anche a sostituire il suo testamento e lascia così tutti i suoi averi a Willie. Nell'epilogo vediamo Betty e Boris diretti a Tahiti su una nave da crociera.

## Riconoscimenti
- BAFTA Cymru come miglior film 2002